# Канібалізм під час Голодомору
Канібалізм під час Голодомору — вживання людського м'яса людьми, доведеними до божевілля штучним Голодомором у 1932–1933 роках.

## Канібалізм у СРСР
В історії відомі численні випадки вимушеного канібалізму, коли люди, що опиняються у небезпеці голодної смерті, змушені були заради виживання вживати в їжу м'ясо тих, хто померли раніше них природною смертю, або, рідше, самі їх вбивали; за такої ситуації інстинкт самозбереження зазвичай виявляється сильнішим за моральне табу на канібалізм.
Випадки канібалізму в Радянському Союзі в 1930-ті роки траплялись неодноразово. Вони були поширеним явищем під час спроби групової втечі з таборів системи ГУЛАГу, та з періодичними голодними катастрофами.

## Випадки канібалізму в 1932—1933 роках
Факти людожерства підтверджували очевидці з різних регіонів України. Водночас, на думку дослідників, канібалізм не носив масового характеру. За донесенням ДПУ УСРР, «випадків людоїдства зареєстровано 28. Більша частина їх належить до 3-ї декади лютого і початку березня [1933 року]. 19 випадків людоїдства припадає на Київську область. У лютому також мали місце 13 випадків трупоїдства».
За переконаннями дослідників, підтвердженням того, що канібалізм мав випадковий характер, є свідчення очевидців, які переповідали той самий факт людожерства. «Адже, коли подібне траплялося, воно настільки обурювало селян, що запам'ятовувалося надовго й переказувалося іншим».
З районів від місцевих партійних керівників у Київський обком КП(б)У, а по лінії секретних служб — по інстанції аж до ДПУ УСРР надходили повідомлення про кількість жертв голодомору, про факти канібалізму. Величезна більшість з них мала чисто інформативний характер, була всього лише закритою статистикою з надписами «Цілком таємно» для службового користування вищих державних посадовців. Наводимо лише декілька уривків з них.
Зі спогадів Катерини Никогда, 1922 року народження (село Мала Дівиця Прилуцького району Чернігівської області):
| «Тоді пропало багато селян. Люди з голоду втрачали розум і їли один одного. У селі був випадок, коли одна мати зламала хребет своїй дитині, зварила її в казані й з'їла».[6] |
З таємної інформації дільничного прокурора Волноваської ділянки про факт канібалізму в с. Гринталь Старо-Каранського району Донецької області:

| «У колонії Гринталь Старокаранського району 9.07.1933 р. виявлено людоїдство. Гр. Нежикова Олександра, 40 років, забила своїх двох дітей: хлопця Лук’яна, 9 років, і дівчину Варьку, 2 років, яких з’їла разом зі своєю матір’ю Нежиковою Феодосією, 64 років. Нежикова Олександра в ніч проти 9.07. ц.р. померла. Є підозра, що її вбила мати Нежикова Ф.»[7] |

## Оцінка явища
На думку дослідників, «факти канібалізму та психічні розлади від голоду помітно змінювали систему морально-етичних цінностей, люди починали миритися з такими діями й учинками, які ще недавно здавалися абсолютно неприпустимими…
Людоїдство цього періоду — це зрушення рівноваги народної психіки, безтямний лемент душі, невтримний рефлекс, зрештою повна відсутність відчуття гидування…
Відомі випадки, коли багатодітні батьки приносили в жертву когось із своїх дітей, щоб порятувати інших. Інколи їли також померлих родичів. Людей, що вдавалися до канібалізму, засуджували і найчастіше вироком їм був розстріл. Очевидці свідчать, що заарештовані за людожерство селяни до села більше не поверталися… Спричинені вони були виключно божевіллям, розладом психіки виснажених багатомісячним голодом людей…
Явище канібалізму під час голодоморів носило історико-психологічний характер. Тоталітарна система своїми діями спричинила страшенне голодування, яке в свою чергу змінило психічний стан українського селянина, штовхнуло деяких його представників на антилюдські вчинки. Людоїдство в Україні не носило релігійного характеру й не повернуло суспільство до стану дикості. Канібалізм не був спадковим і як явище завершився із закінченням голоду. Зрозуміло, що це явище перехідне і викликане важкими тимчасовими умовами».

## Архівні джерела
- Спецповідомлення ДПУ про факти людоїдства у Вінницькій області 1933 р. [Архівовано 23 вересня 2015 у Wayback Machine.] Документи Держархіву Вінницької області
- Спец-зведення обласного відділу ДПУ «Про випадки людожерства в Олександрійському, П'ятихатському і Синельниківському районах». [Архівовано 3 грудня 2013 у Wayback Machine.] Документи Держархіву Дніпропетровської області
- Випадки канібалізму в Донбасі. [Архівовано 26 листопада 2013 у Wayback Machine.] Документи Держархіву Донецької області
- Випадки канібалізму в Черкаській області. [Архівовано 25 листопада 2013 у Wayback Machine.] Документи Держархіву Черкаської області
- Інформація про випадки людоїдства у селах Летичівського району [Архівовано 3 грудня 2013 у Wayback Machine.] Документи Держархіву Хмельницької області